# Лопес де Сегура, Руй
Руй Ло́пес де Сегу́ра (исп. Ruy López de Segura; около 1540, Сафра — 1580, Мадрид) — испанский шахматист и шахматный теоретик.

## Биография

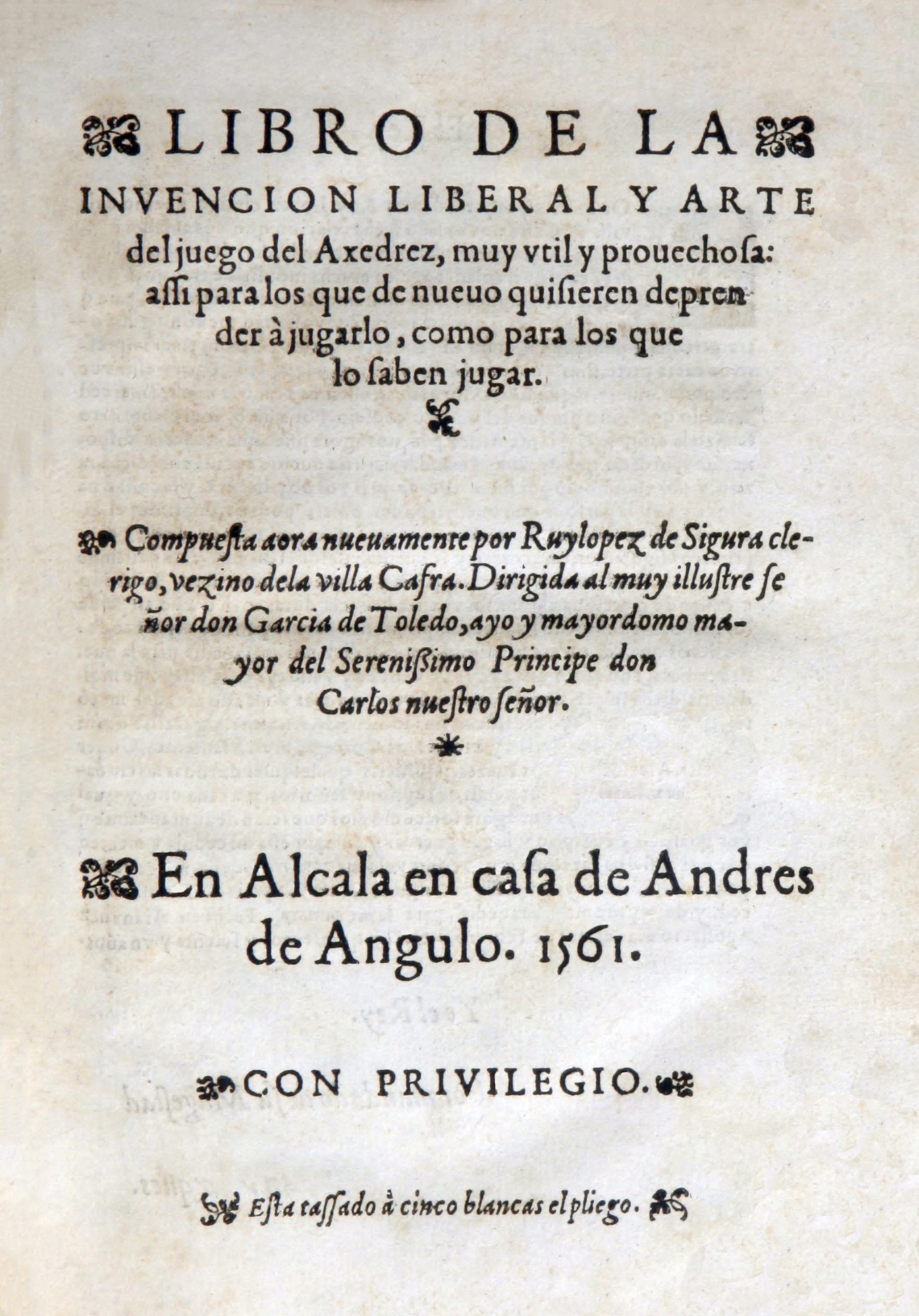
«Книга об изобретательности и искусстве игры в шахматы», 1561 г.

Испанский шахматист и шахматный теоретик, один из первых мастеров современных шахмат. Родился около 1540 года. Священник из города Сафра (Эстремадура). Автор «Книги об изобретательности и искусстве игры в шахматы» (1561), отразившей быстрое развитие шахматной теории в середине XVI века, главным образом, более широко и полно, по сравнению с популярным учебником Дамиано, представлены дебюты; книга неоднократно переиздавалась, переведена на немецкий, французский и португальский языки.
Испанскую партию в испанских и английских источниках называют дебютом (защитой) Руй Лопеса (поскольку Лопес пытался доказать, что после 1.е4 е5 2.Кf3 ход 2. … Кc6 невыгоден чёрным из-за ответа 3.Сb5, поэтому на 2.Кf3 следует играть 2. … d6). Автор контргамбита Лопеса в королевском гамбите. В 1560 году в Риме играл с сильными итальянскими шахматистами, в том числе с Джованни Леонардо; выиграл у всех соперников. В Мадридском турнире 1575 года участвовал вместе с другим испанским шахматистом Альфонсо Сероном. Оба проиграли свои партии Джованни Леонардо и Паоло Бои.
Итальянский художник Луиджи Муссини изобразил Руя Лопеса де Сегура на картине «Шахматный турнир при дворе короля Испании» (1883).

Более значительной фигурой, чем его предшественники, является Руи Лопес, городской проповедник из Сафры в Эстремадуре (Испания), который в 1561 г. выпустил в Алькале книгу в 150 листов под заглавием «Изобретательность в шахматах», посвященную обергофмейстеру несчастного инфанта дон-Карлоса, сына Филиппа II, дону Гарсиа де Толедо. Уроженец Сегуры, маленького городка, расположенного к югу от Сафры, он в конце 1559 г., в связи с избранием нового папы Пия IV (из рода Медичи), попал в Рим и там имел случай познакомиться с итальянскими шахматистами и с книгой Дамиано; но как эта книга, так и местные игроки внушили ему мало уважения к себе. В итальянских книгах он, между прочим, нашел новое для себя слово «гамбит», образованное or gamba — нога (гамбит — подножка, ловушка).
В Риме Лопес играл с Джованни Леонардо ди Бона, молодым студентом-юристом из Кутри в Калабрии, который был известен в шахматных кругах Рима под кличкой «Il Puttino» (малыш), полученной им благодаря маленькому росту. В ту пору Лопес еще превосходил его в шахматном искусстве, но позднее ди Бона занял первое место среди мастеров игры. Видимо, Лопеса подстрекнул успех в Италии слабой, с его точки зрения, книги Дамиано, и поэтому он сам решился написать книгу о шахматах; судя по большому количеству содержащихся в его книге промахов, приходится заключить, что он писал ее очень наспех.
Книга распадается на четыре части, из которых первая состоит из 27, вторая из 29, третья из 24, четвертая из 15 глав. В первой части говорится о возникновении и пользе шахмат, даются советы, сообщаются правила и законы игры. Во второй части содержатся дебюты, в третьей — резкая критика партий Дамиано без дачи вперед, в четвертой критика его же партий с дачей вперед. Как ни значительна эта книга для своего времени, далеко от своих предшественников в ней Лопес не ушел, и, хотя заглавие книги говорит об изобретательности, она как-раз и отсутствует в большинстве партий, чересчур вяло им развиваемых. В последнем, правда, отчасти виновато и то обстоятельство, что рокировка тогда еще не была введена.
Из дебютов особенно заслуживают внимания: гамбит Лопеса (1. е2-е4 е7-е5 2. Сf1-с4 Сf8-c5 3. Фd1-e2 d7-d6 4. с2-c3 Кb8-c6 5.	f2-f4 e5:f4), начало 1. е2-е4 е7-е5 2. c2-c3, и принятый и отказанный королевский гамбит. Кроме этих дебютов, в книге говорится еще о «классической» форме дебюта слона, а также о дебюте 1. e2-e4 d7-d5. В третьей части книги, яростно критикуя Дамиано, Лопес, между прочим, пытается доказать, что дебют 1. e2-e4 e7-e5 2. Кg1-f3 Кb8-c6 3. Cf1-b5, то есть так называемая испанская партия, невыгоден для черных и что, следовательно, вместо 2… Кb8-c6 следует играть 2… d7-d6. Но, едва ли можно сказать, что ему удалось доказать это, и предлагаемая ниже партия обнаруживает, насколько анализ его неубедителен.
Долгое время Лопес считался родоначальником теории шахматной игры, но выказанный им аналитический талант не таков, чтобы признать за ним какие-нибудь особенные заслуги в этой области. Он придает большое значение ходу c2-c3, которым он всегда предваряет ход ферзевой пешки; из этого видно, что в мыслях Лопеса уже смутно намечалась пешечная игра, как ее позднее разработал Филидор.

Что же касается королевского гамбита, в котором Лопес гамбиту коня предпочитал гамбит слона, — то здесь Лопес действительно открыл новые пути. В гамбите коня он дольше другого останавливается на защитах 3… Кg8-f6 и 3…Кg8-e7; в гамбите слона он предлагает 3…Кg8-f6, 3…Фd4-h4+ 4. Крe1-f1 d7-d6 и затем g7-g5, далее — 3…c7—c6 и З… f7-f5. Лопес занимается и отказом гамбита посредством 2…Кg8-f6, 2…Сf8-c5 и 2…d7-d6. Вообще, дебюты Лопес исследовал много подробнее, чем предшественники его Лусена и Дамиано.— Л. Бахман. Шахматная игра в её историческом развитии / перевод с немецкого А. А. Смирнова. — Л.: Academia, 1925. — С. 31—32. — 175 с.

## Руй Лопес вфилателии

Руй Лопес на почтовой марке Кубы 1976 г.

На Кубе в 1976 году вышла «шахматная» почтовая марка, посвящённая памяти Руя Лопеса. На марке приведён портрет шахматиста и начальная позиция испанской партии — дебюта, который в испанской и английской традиции нередко называют «началом Руя Лопеса».
В 1988 году аналогичную марку выпустила почта Лаоса, в отличие от предыдущей марки на ней позиция показана целиком.

## Книги
- «Libro de la invención liberal y arte del juego del Ajedrez», Alcalá de Henares, 1561.
- The works of Damiano, Ruy-Lopez, and Salvio on the game of chess. — London: Printed for T. Boosey, 1813.